# 羽島市竹鼻町屋ギャラリー
羽島市竹鼻町屋ギャラリー（はしましたけはなまちやギャラリー）は、岐阜県羽島市にある美術館。
不二商事がネーミングライツパートナー企業となっており、愛称は不二竹鼻町屋ギャラリーである。

## 概要
芸術作品の鑑賞、芸術や伝統文化等を通じた交流を行う施設である。2018年（平成30年）4月18日開館。
元々この場所には市が所有する町屋形式の民家「旧菱田邸」（大正3年建築）が存在した。有効活用が検討されていたが耐震性の問題があり利用が難しくなり解体された。竹鼻町屋ギャラリーは、この旧菱田邸のおもむきを残した建物となっている。
前田青邨や熊谷守一などの美術品を収蔵する。収蔵数は約120点。作品の一部は不二精工からの寄贈である。

## 施設概要
1階
- 展示室1
- 展示室2

2階
- 研修室
- 学芸員室

## 利用情報
- 住所：岐阜県羽島市竹鼻町2765番地
- 開館時間：9:00 - 16:00[2]
- 休館日：月曜日（月曜日が祝日の場合はその翌日）、休日の翌日（その日が日曜日、土曜日又は休日に当たるときは開館）、年末年始（12月28日 - 1月4日）[2]
- 料金：大人300円、中学生以下は無料[2]
  - 羽島市竹鼻まつり山車会館、羽島市歴史民俗資料館・羽島市映画資料館、竹鼻町屋ギャラリーの3館共通入館券は500円

## 交通アクセス
- 名鉄竹鼻線 羽島市役所前駅下車、徒歩で約6分。
- 名鉄竹鼻線 竹鼻駅下車、徒歩で約10分。
- 羽島市コミュニティバス東・はしまわる線「観光交流センター」バス停より徒歩で約3分。

## 周辺施設
- 真宗大谷派竹鼻別院
- 岐阜信用金庫羽島支店
- 羽島市竹鼻まつり山車会館
- 羽島市歴史民俗資料館・羽島市映画資料館
- はしま観光交流センター
- 佐吉大仏
- 青山スクエア
- 千代菊
- 羽島市役所前駅
- 竹鼻駅